# Villa Settimini
La villa Settimini (o Palaz de Fugazeta) è una villa costruita dalla famiglia Settimini a Pieris, frazione di San Canzian d'Isonzo, nella metà del XVIII secolo. Inizialmente ad uso abitativo e aziendale, la struttura è ora la sede della biblioteca comunale.

## Storia

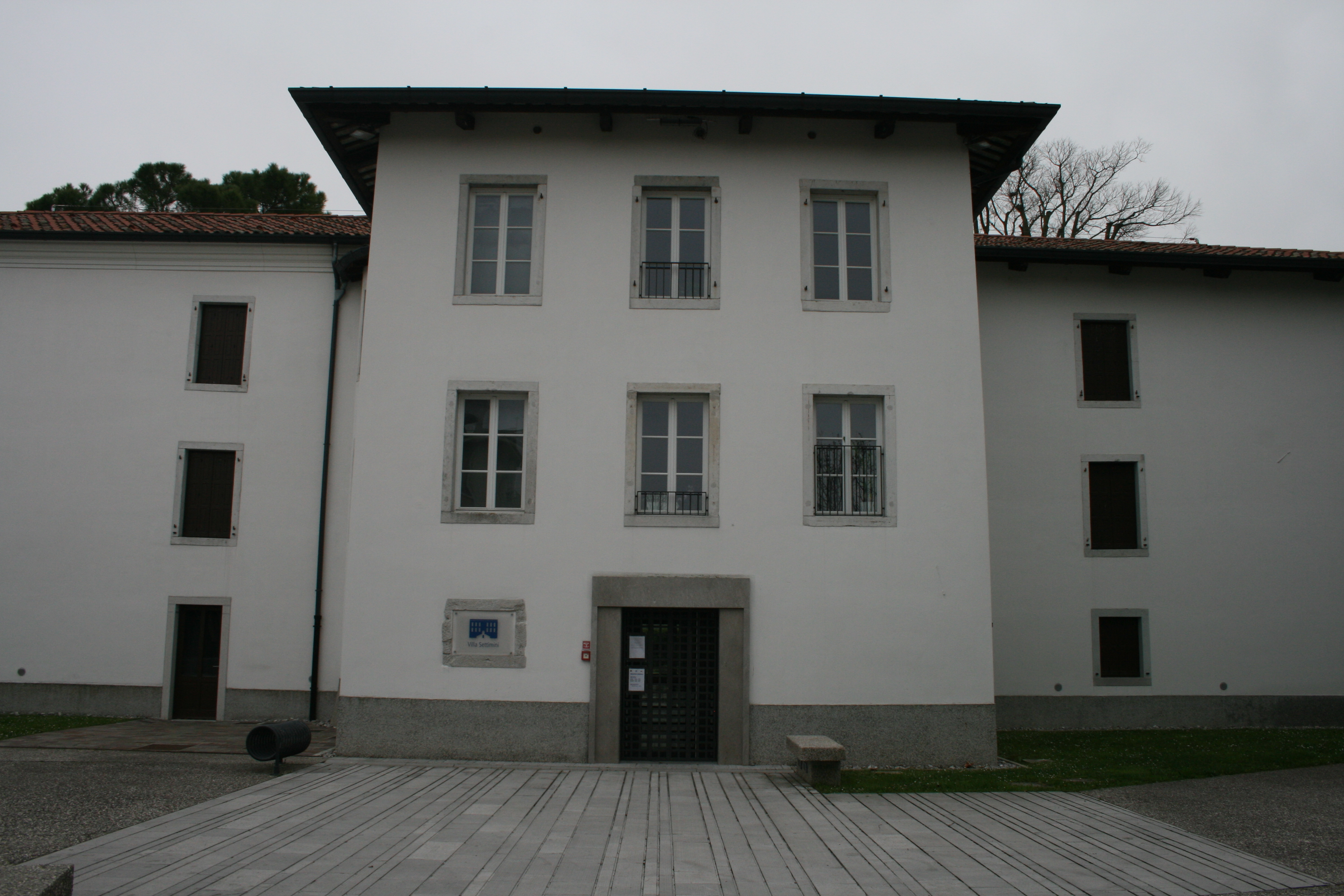
Villa Settimini, vista dell'entrata principale

La ricostruzione della storia della villa non è semplice, a causa della mancanza di documentazione storica. I Settimini, una nobile famiglia di origine veneta, fecero edificare la villa intorno alla metà del XVIII secolo a scopo residenziale, ma anche come sede aziendale. La villa presentava sin dall'inizio un corpo centrale allungato in avanti e due ali laterali simmetriche. La facciata principale della struttura è orientata a nord e si affacciava su un giardino a simmetria ellittica con un'estensione di poco inferiore a quella del brolo, che raggiungeva la chiesa di Sant'Andrea Apostolo poco distante dalla villa. 
Nel 1879 il possedimento passò alla famiglia goriziana de Claricini e, nel 1884, a Pietro Clemente di Pieris. Successivamente, nella storia si sono susseguiti interventi che hanno eliminato il giardino e il brolo, riorganizzato l'assetto e le funzioni degli spazi esterni e modificato in parte la facciata principale in seguito alla ricostruzione, resa necessaria dall'incendio del 16 settembre 1900. La villa fu poi acquistata nel 1907 dalla Deputazione Comunale ed è stata utilizzata come municipio fino al 1996. Sulla facciata retrostante è stata posta una dedica su due lastre ai cittadini caduti nel secondo conflitto mondiale nel 2 giugno 1949, in occasione del terzo anniversario dal referendum istituzionale del 1946. 
Sulla lastra di sinistra è inciso:
Sulla lastra di destra è inciso:
Attualmente, è sede della biblioteca comunale di San Canzian d'Isonzo e il comune è stato spostato nell'edificio che si trova subito a ovest della villa.

## Architettura

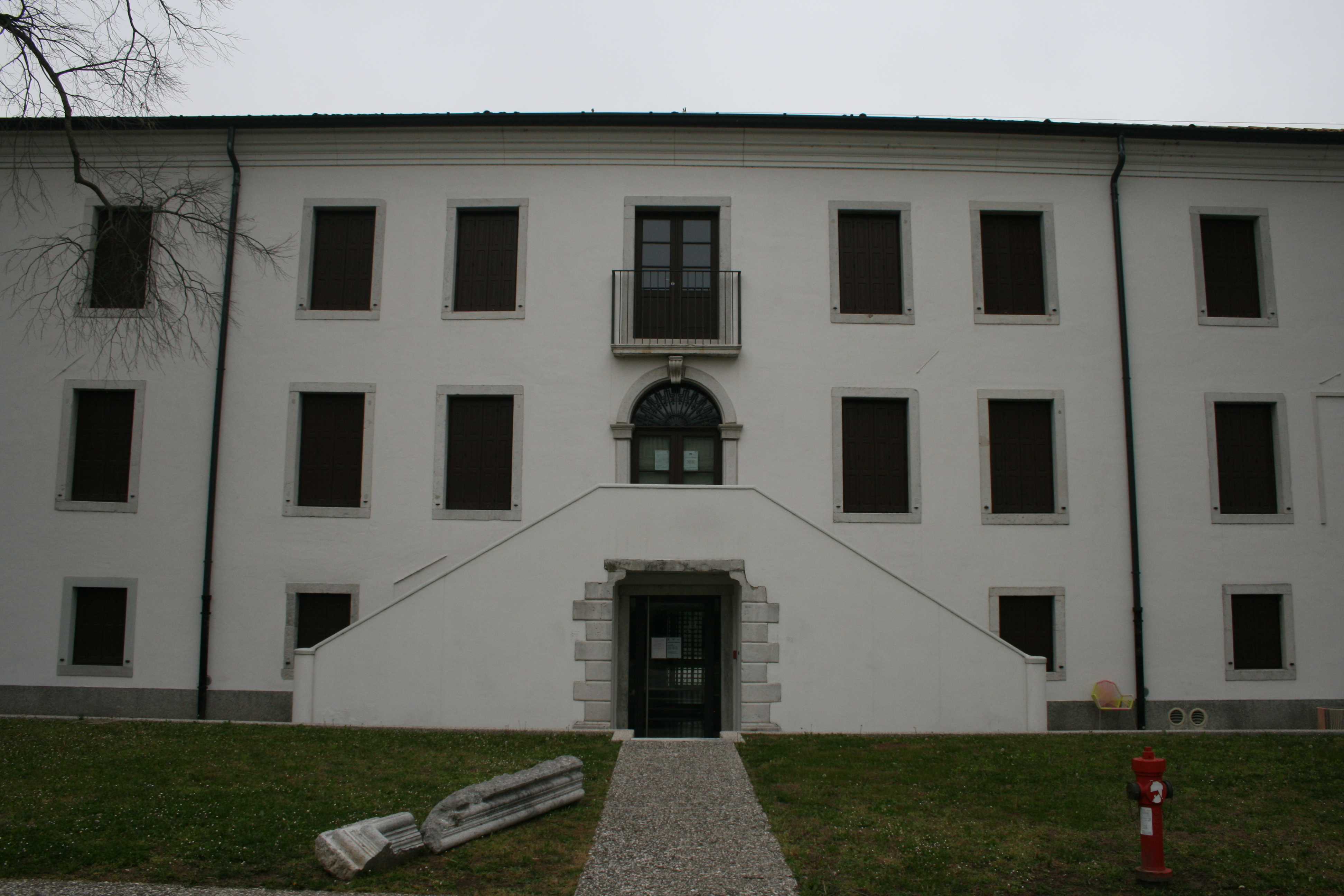
Villa Settimini, facciata posteriore, vista frontale

La villa si presenta su tre piani e ha mantenuto con buona approssimazione il corpo di fabbrica originario. La facciata principale, avanzata rispetto alle ali laterali, presenta sei finestre, disposte a simmetria assiale su tre colonne e due righe e non sono dotate di persiana. Disponendosi ancora in fronte alla facciata principale, le ali laterali presentano anche sei finestre, disposte su tre colonne e due righe e dotate di persiana, tranne per l'ala sinistra, il cui spazio per una finestra è sostituito con un'entrata. All'angolo di giunzione tra il corpo avanzato della facciata principale e le ali laterali si trovano due prolungamenti cilindrici dotati di tre finestre senza persiana. Sul retro la facciata non presenta avanzamenti del corpo di fabbrica, a eccezione di una doppia gradinata simmetrica che porta direttamente al secondo piano. La facciata posteriore si può, tuttavia, ancora suddividere in una parte centrale e due laterali. La porzione centrale presenta 12 finestre, disposte simmetricamente rispetto all'asse normale al terreno su quattro colonne e tre righe. Al suo centro si trova un portone al di sopra del quale si trova un piccolo balcone. Le ali laterali sono uguali e presentano entrambe sette finestre disposte a "U". Al centro dell'ala destra sono poste le dediche ai caduti. Nella porzione di verde antistante alla facciata posteriore si trovano un'opera scultorea di arte contemporanea (un avvolgimento rosso) e una parte di cornicione decorativo che ricorda le rovine dell'architettura classica.

## Galleria d'immagini

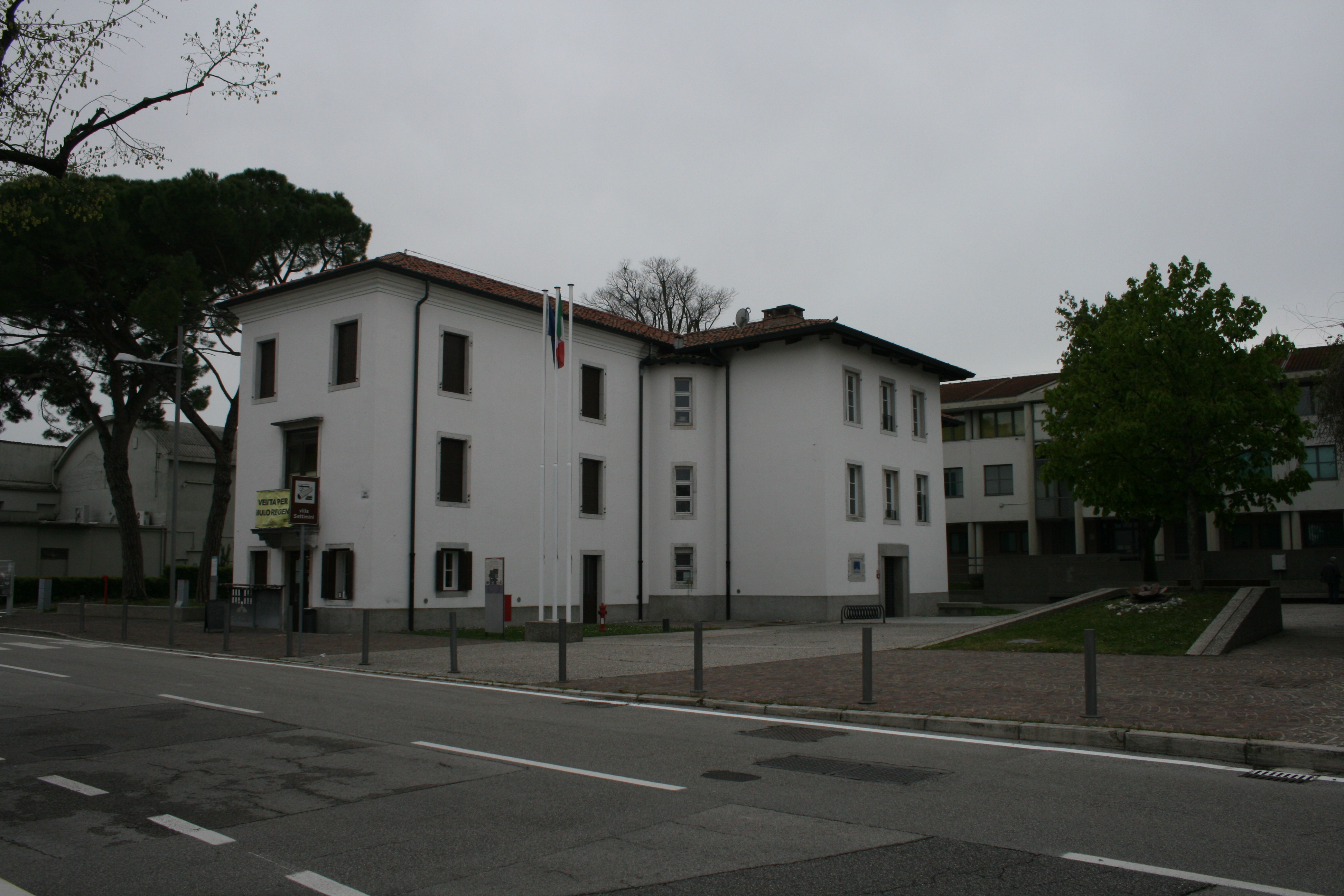
Villa Settimini, vista complessiva
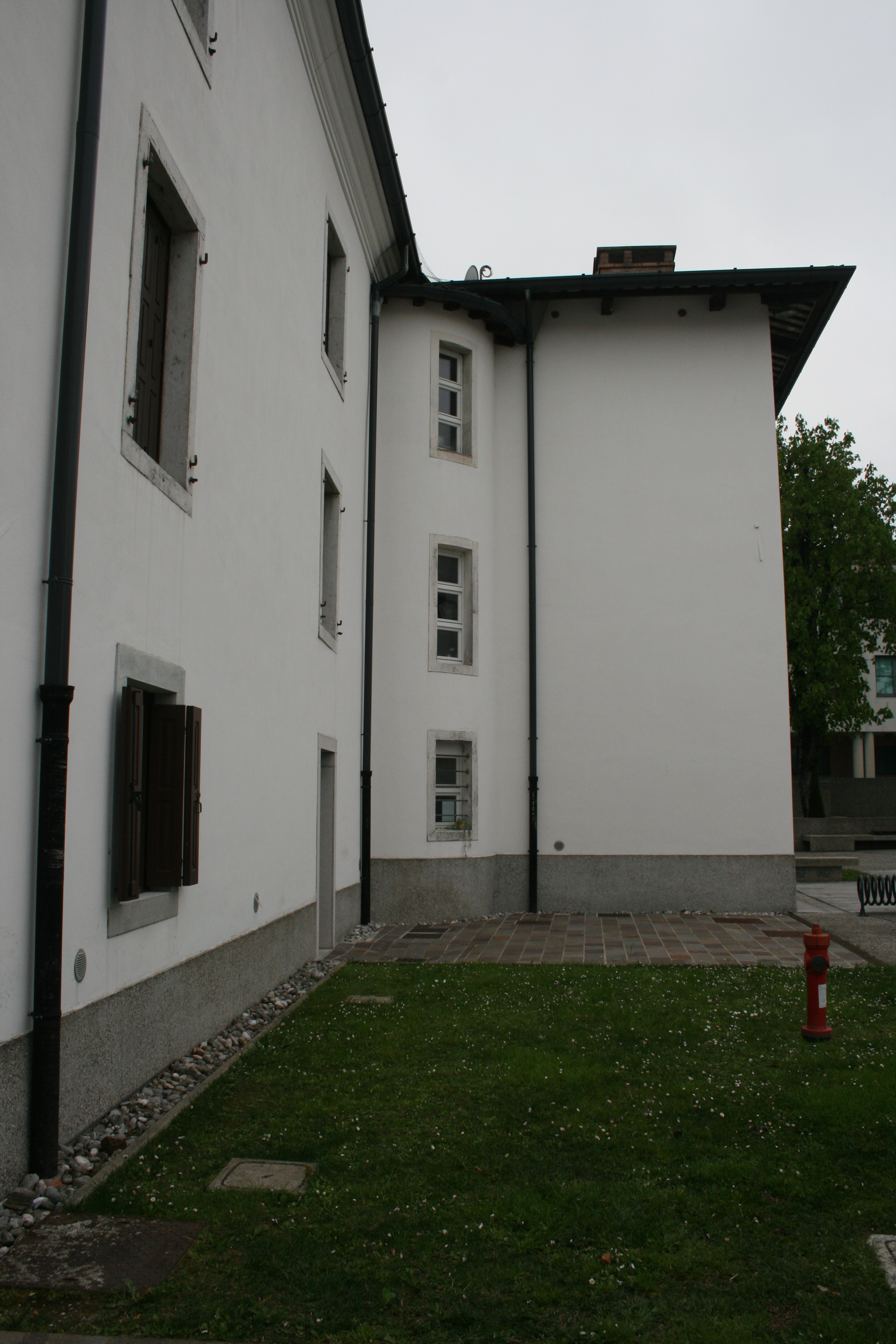
Villa Settimini, particolare del lato sinistro rispetto all'entrata principale
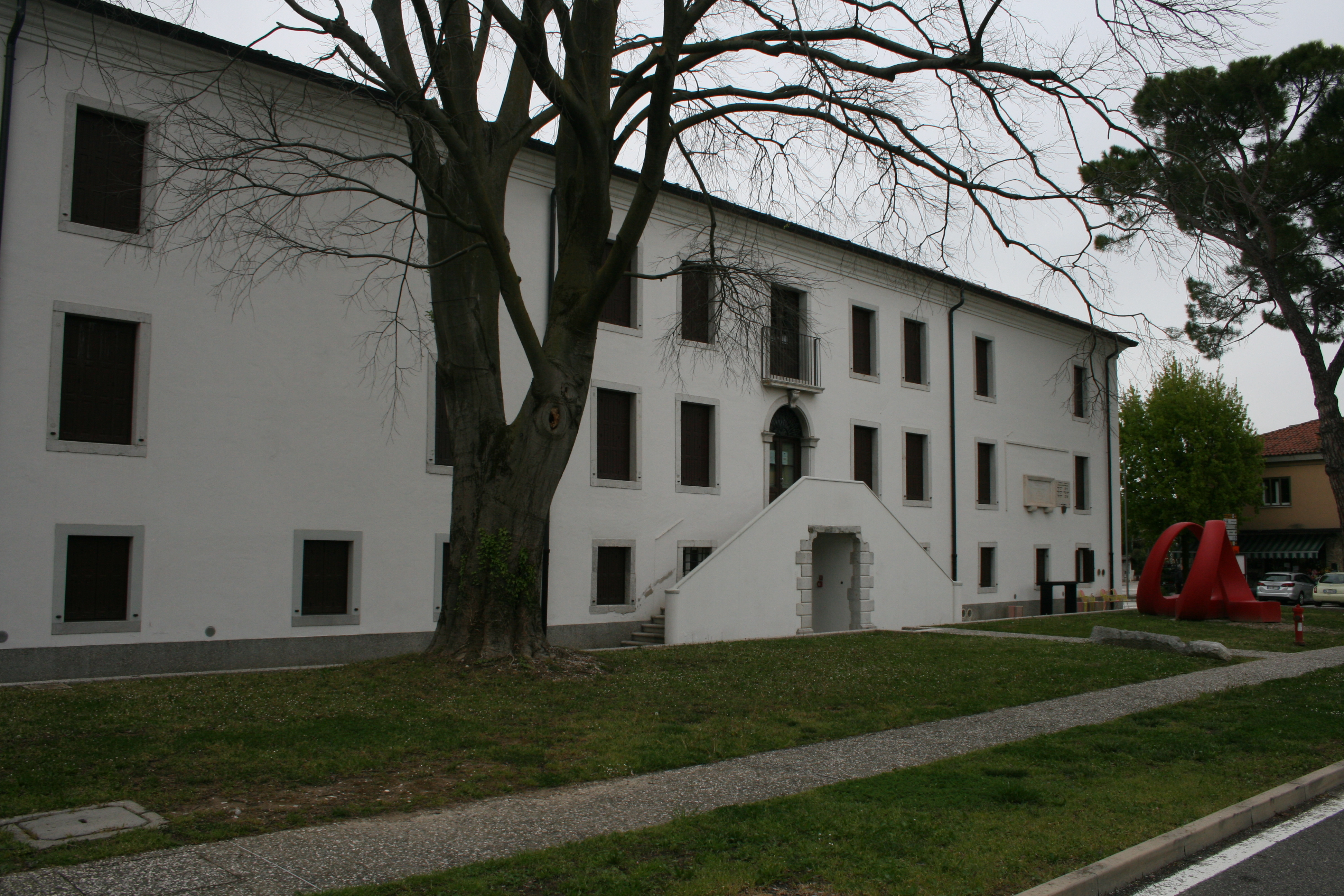
Villa Settimini, facciata posteriore
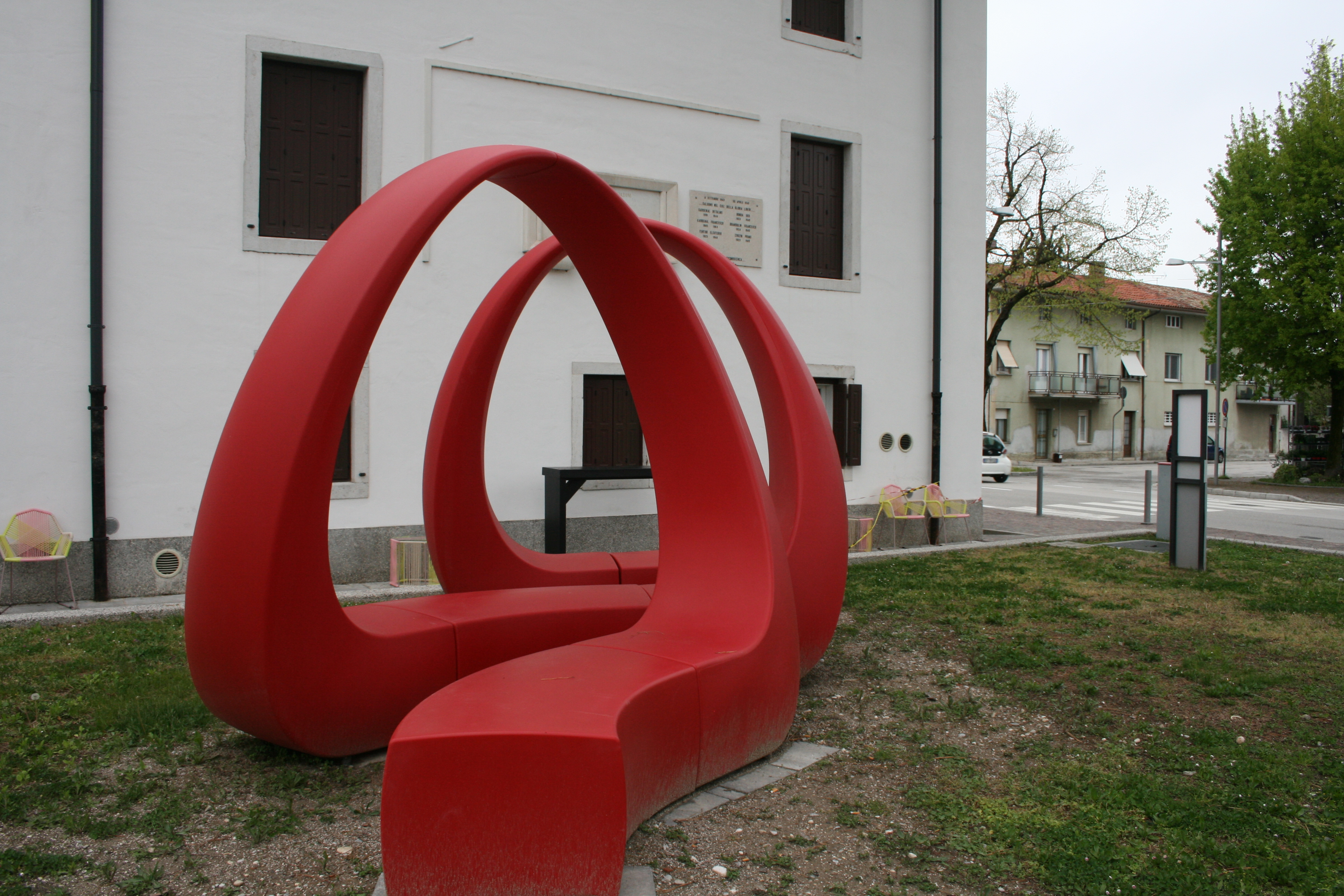
Scultura nella zona retrostante alla villa Settimini
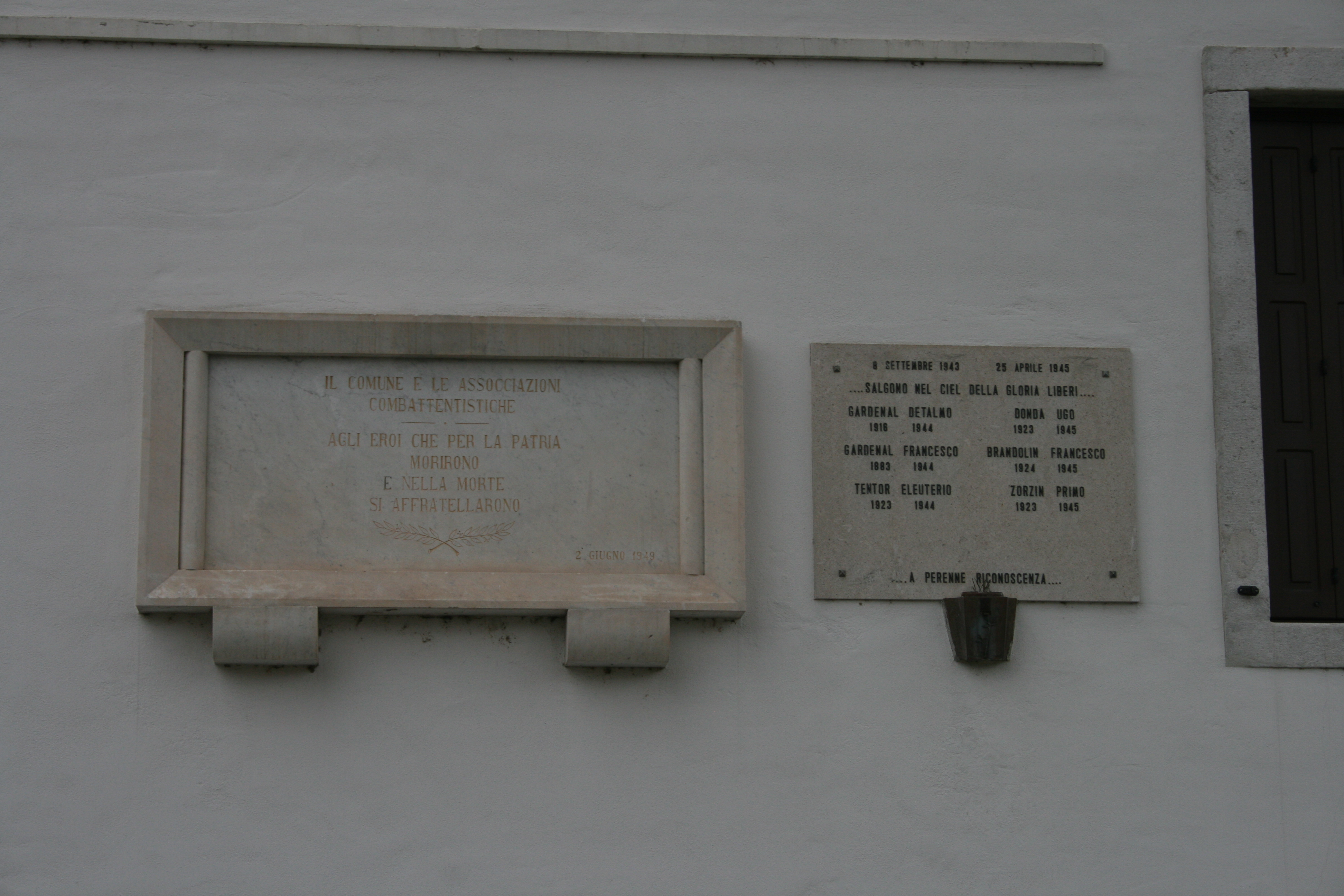
Insegna di dedica ai caduti della seconda guerra mondiale sul retro della villa Settimini
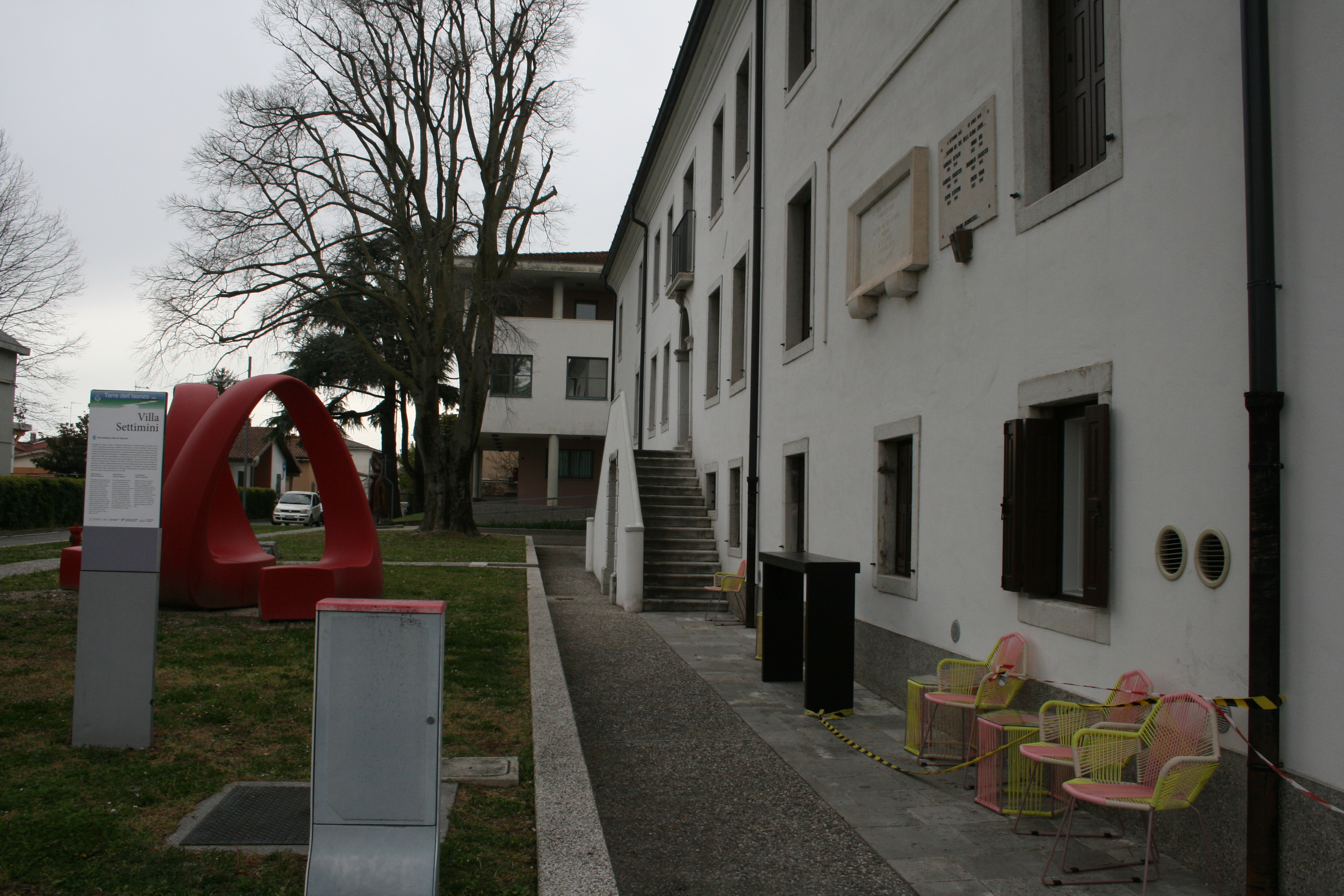
Villa Settimini, vista d'insieme della zona retrostante
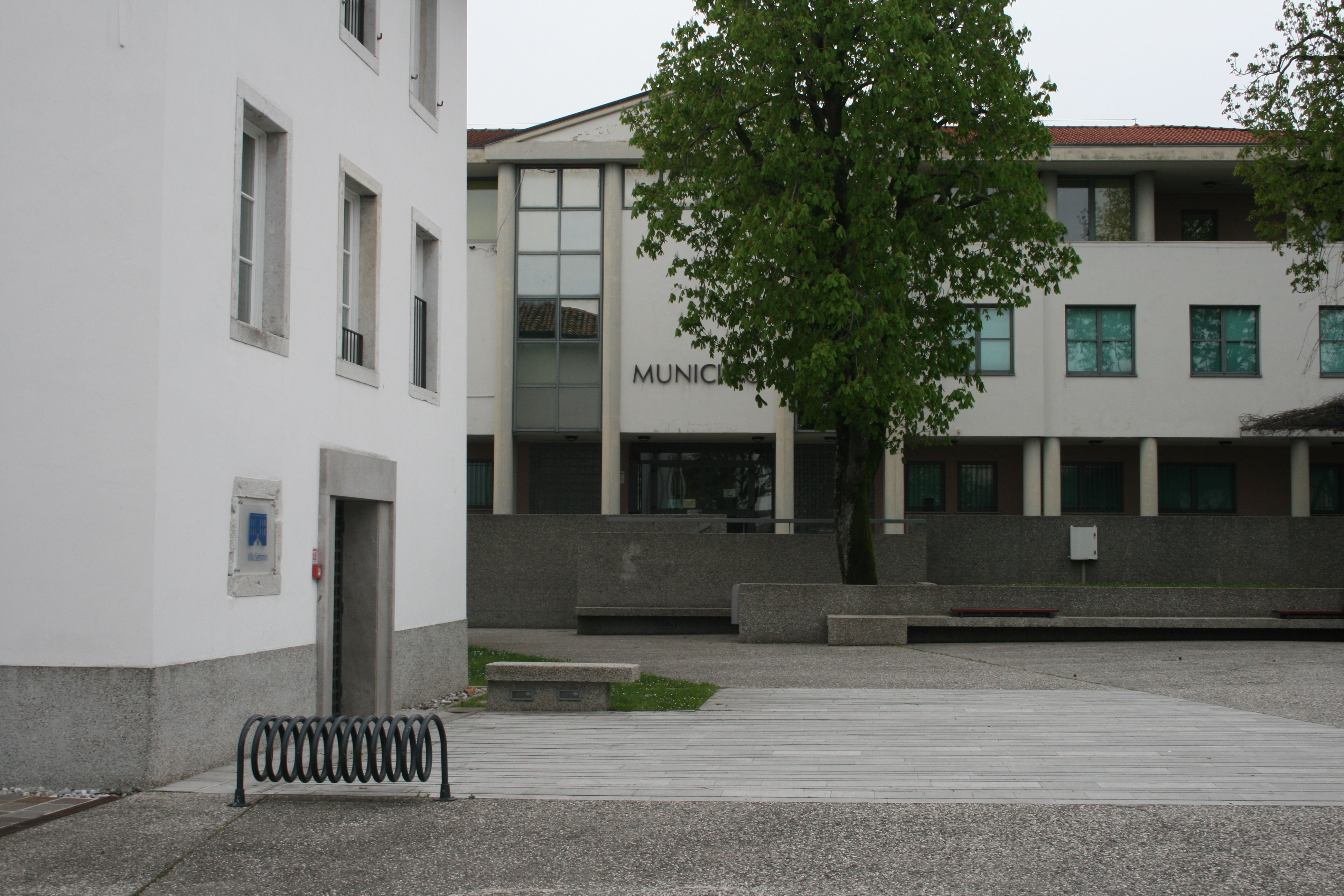
Villa Settimini, vista dell'entrata principale e del municipio di San Canzian d'Isonzo